# Encapsulated PostScript
Encapsulated PostScript (EPS) е разширение на формата PostScript, където данните се записват в съответствие със стандарта DSC (на английски: Document Structuring Conventions), но при това с допълнителни разширения, позволяващи да се използва този формат като графичен.
Форматът EPS е създаден от компанията Adobe Systems на базата на езика PostScript и става базов при създаване на ранни версии на формата Adobe Illustrator.
В своята минимална конфигурация EPS файлът притежава така наречения BoundingBox DSC comment – информация, описваща размера на изображението. По този начин даже приложението да не може да растеризира данните от файла, то има достъп до размерите на изображението и неговия изглед.
Програмата QuarkXPress версии 4, 5 и 6 не може да растеризира данни от EPS файл, затова в изложението се използва само изгледът – умалено копие на оригиналното изображение, което се съхранява в EPS файла отделно от основните данни. Програмата Adobe InDesign версия CS-CS4 няма такива ограничения. Използването на умалено по качество копие на изображението е предназначено за улесняване при показването му на екран и като следствие – значително ускоряване на работата с изложението. Изгледът може да се запише във формат TIFF или WMF (само за персонален компютър) или въобще се изпуска.
Форматът се използва в професионалната полиграфия и може да съдържа растерни изображения, векторни изображения или техни комбинации.
Изображение, записано във формат EPS, може да се съхранява в различни цветови пространства: Grayscale, RGB, CMYK, Lab, Multi-channel.
Структурата на данните от растерен EPS файл може да се запише с различни методи: ASCII-код (текстови данни), Binary (двоично представяне) и JPEG с различна степен на компресация.
Preview EPS файла също може да бъде създаден посредством различни методи на комресация: JPEG, TIFF (1/8 bit).